# Parque natural de Sierra de Huétor
El parque natural Sierra de Huétor, declarado en 1989, es un parque natural español situado en el interior de la provincia de Granada. Abarca una superficie de 12 128 ha. Además de la sierra de Huétor, que le da nombre, también comprende la sierra de la Alfaguara, la sierra de Cogollos, la sierra de Diezma, la sierra de Beas y estribaciones sur de la sierra de Arana, entre otras. 
Abarca parte de los términos municipales de Cogollos Vega, Huétor Santillán, Beas de Granada, Víznar, Alfacar, Nívar y Diezma, con una población cercana a los 10 000 habitantes. Su altitud oscila entre los 1100 y 1878 m sobre el nivel del mar. 

## Datos básicos
- Provincia: Granada.
- Localización geográfica: provincia de Granada, al noreste de la capital y noroeste de Sierra Nevada.
- Fecha de declaración: 1989
- Superficie: 12 128 ha
- Altitud: Entre 1100 y 1900 m s. n. m.
- Datos climáticos:

La precipitación anual media es de 550 mm y presenta unas temperaturas mensuales medias de 7 °C en enero y 26 °C en julio.
- Principales formaciones: encinares, quejigares, rebollares, sabinares y pinares.
- Municipios: Cogollos Vega, Beas de Granada, Huétor Santillán, Víznar, Alfacar, Nívar y Diezma.
- Otras figuras de protección: Zona Especial de Conservación o ZEC (2012), formando parte de la Red Natura 2000.[cita requerida]

## Descripción
El parque de la Sierra de Huétor. declarado Parque Natural por la Ley 2/1989 de 18 de julio, de Inventario de espacios Naturales protegidos de Andalucía, incluye un conjunto de sierras de media altura. Destaca el "Mirador de Sierra Nevada", en el municipio de Diezma a 1233 m s. n. m., que ofrece unas mejores vistas panorámicas de esta emblemática sierra. La máxima altura del parque es el Peñón del Majalijar con 1878 m s. n. m., aunque es superado por el Peñón de la Cruz (2027 m s. n. m.), pero se encuentra fuera de los límites del parque (pertenece a Sierra Harana). 

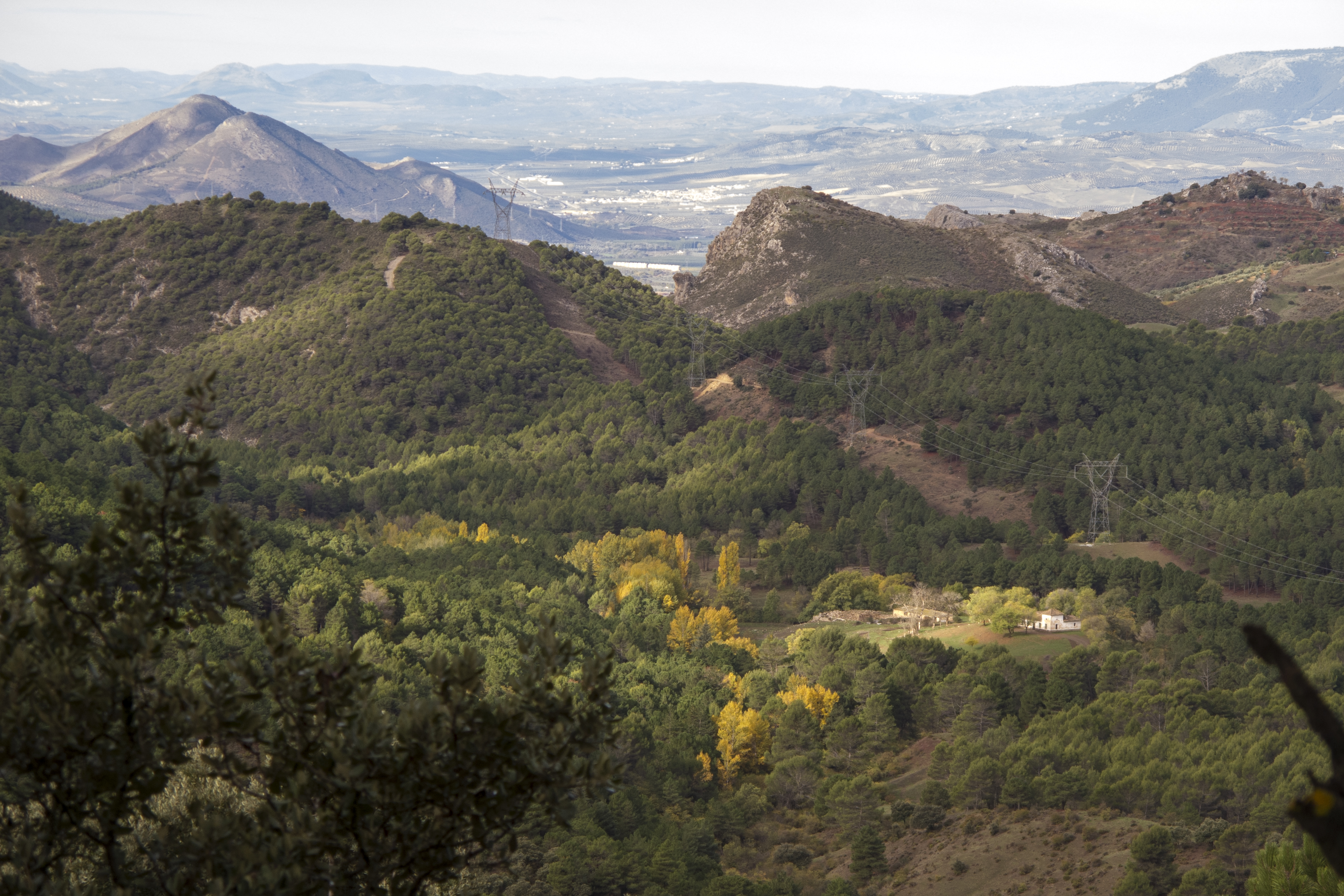
Paisaje otoñal

La abundante vegetación, la diversidad de ambientes y las excepcionales vistas que ofrece el Parque, junto con su cercanía a la ciudad de Granada, hacen de este espacio un enclave tradicional de esparcimiento y ocio de la población.
Esta zona de media montaña, fuente de los ríos Darro y Fardes que forman estrechos valles que separan las verdes lomas, posee masas vegetales autóctonas compuestas por encinares ricos en matorral espinoso. Robles y arces son también especies relevantes de la zona; así como quejigos en las áreas más umbrías y de mayor altitud. De la misma manera pueden encontrarse amplias zonas repobladas con coníferas. La presencia de numerosas especies vegetales exclusivas de este espacio completan su interés botánico, hay endemismos vegetales de: Arenaria, lantana, centaura y nébeda.
La fauna es propia del hábitat mediterráneo: especies como la cabra montés, garduña, jabalí, ratonero común, gineta, comadreja, tejón, gato montés y zorro, son especies faunísticas de esta zona. Entre la avifauna merece destacarse el ratonero común y el águila real, esta última de forma muy esporádica. También hay citas de la araña negra (Macrothele calpeiana).
Hay tradición maderera. Industria panadera de Alfacar.
La autovía A-92 corta el parque en dos partes (km 259) y pasa por su puerto más importante, el puerto de la Mora a 1380  m s. n. m.

## Relevancia ecológica
Importante conjunto de geomorfología kárstica que mantiene formaciones de quejigar-encinar, pinares e importantes ecosistemas rupícolas con cuevas tipificadas como hábitats preferenciales de la Directiva Comunitaria, que diseña la Red Natura 2000. En esta zona montañosa se describió por primera vez la especie de mariposa alfacariense.

## Hábitats de interés
- Encinares-quejigales con importantes poblaciones de rapaces diurnas y nocturnas.
- Pinares autóctonos y pinares de repoblación.
- Pinsapar de repoblación, plantado en los años 1960.
- Arenales dolomíticos con importantes y numerosos endemismos catalogados en peligro de extinción.

## Orografía
Montañas de mediana altura, a base de rocas de cal con formaciones geológicas peculiares.